# Finca La Multa
Finca La Multa es un barrio de la ciudad de Santa Cruz de Tenerife (Tenerife, Canarias, España), que se encuadra administrativamente dentro del distrito de Ofra-Costa Sur. 

## Demografía
| 2004 | 2005 | 2006 | 2007 | 2008 | 2009 | 2010 | 2014 |
| ---- | ---- | ---- | ---- | ---- | ---- | ---- | ---- |
| 940  | 935  | 826  | 774  | 741  | 739  | 737  | 744  |

## Transportes
En guagua queda conectado mediante las siguientes líneas de Titsa: 
| Línea | Trayecto                            | Recorrido | Frecuencia |
| ----- | ----------------------------------- | --------- | ---------- |
| 908   | Intercambiador - Ofra (Las Retamas) | Recorrido | Varía      |